# Anthidium barkamense
Anthidium barkamense är en biart som beskrevs av Wu 1986. Anthidium barkamense ingår i släktet ullbin, och familjen buksamlarbin. Inga underarter finns listade i Catalogue of Life.